# Westpark (Bochum)

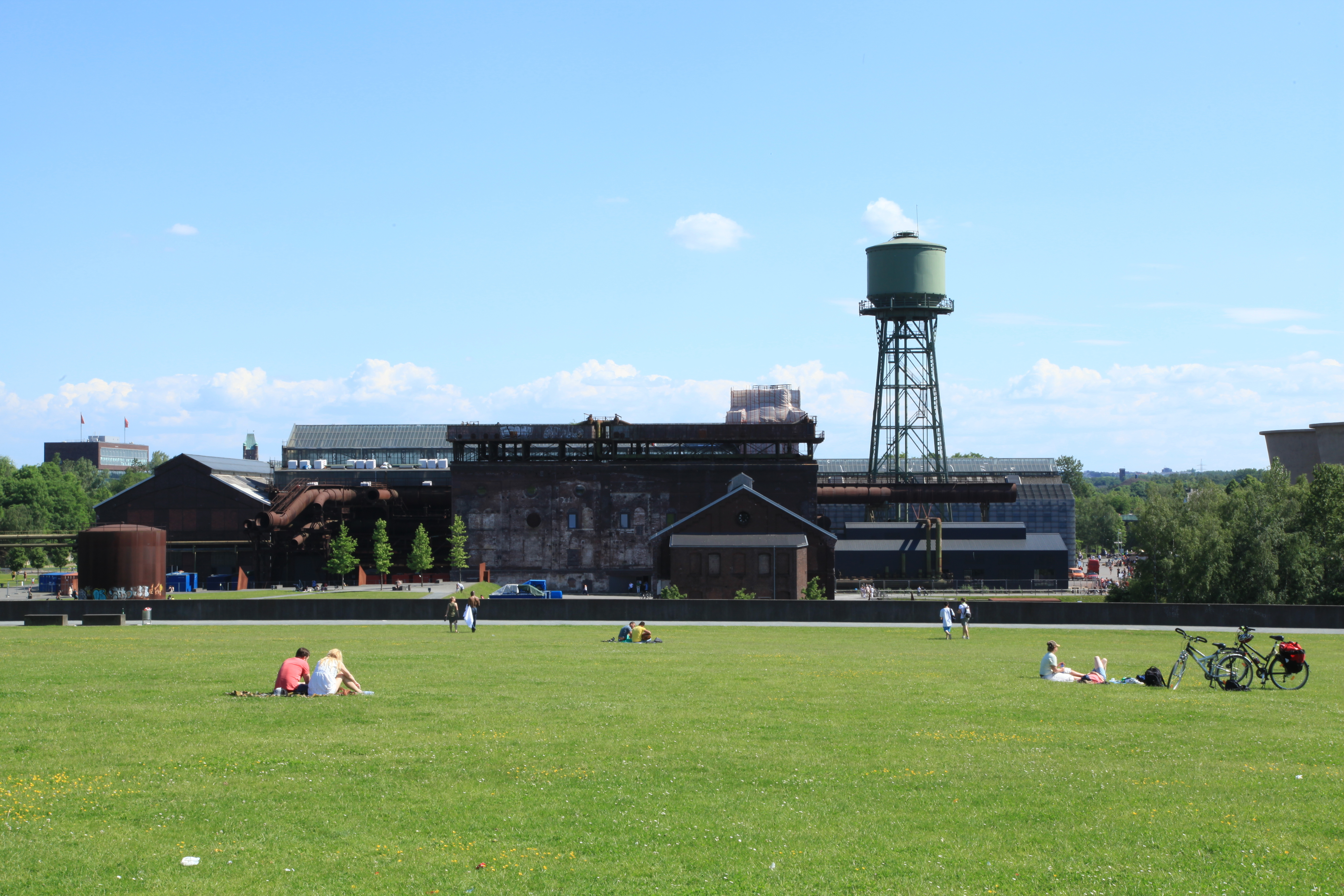
Ansicht des Parks mit der Jahrhunderthalle

Der Westpark Bochum ist Ausgangspunkt der städtebaulichen Entwicklung der „Innenstadt West“ in Bochums Innenstadt. Die für die Stadtentwicklung zur Verfügung stehende Gesamtfläche beträgt etwa 75 ha.
Die Umsetzung der Maßnahme begann mit dem circa 38 ha großen Park, dessen erster Bauabschnitt 1999 fertiggestellt und eröffnet wurde. Das Zentrum des Westparks bildet inzwischen die zum Veranstaltungszentrum umgebaute Jahrhunderthalle. Die Flächen unmittelbar um die Jahrhunderthalle und einige umgebende Flächen wurden in den veranstaltungsfreien Zeiten der RuhrTriennale bis 2007 sukzessive in die endgültige Form gebracht. Die Umgestaltung wurde 2009 vom Bundesverkehrsministerium mit dem Nationalen Preis für integrierte Stadtentwicklung und Baukultur ausgezeichnet.
Auf dem Gelände des ehemaligen Pumpenhauses neben der Jahrhunderthalle war außerdem der Bau eines Konzerthauses für die Bochumer Symphoniker geplant, welches aber mit Beschluss aus dem Jahr 2007 als Musikforum Ruhr in der Innenstadt errichtet wurde.

## Geschichte

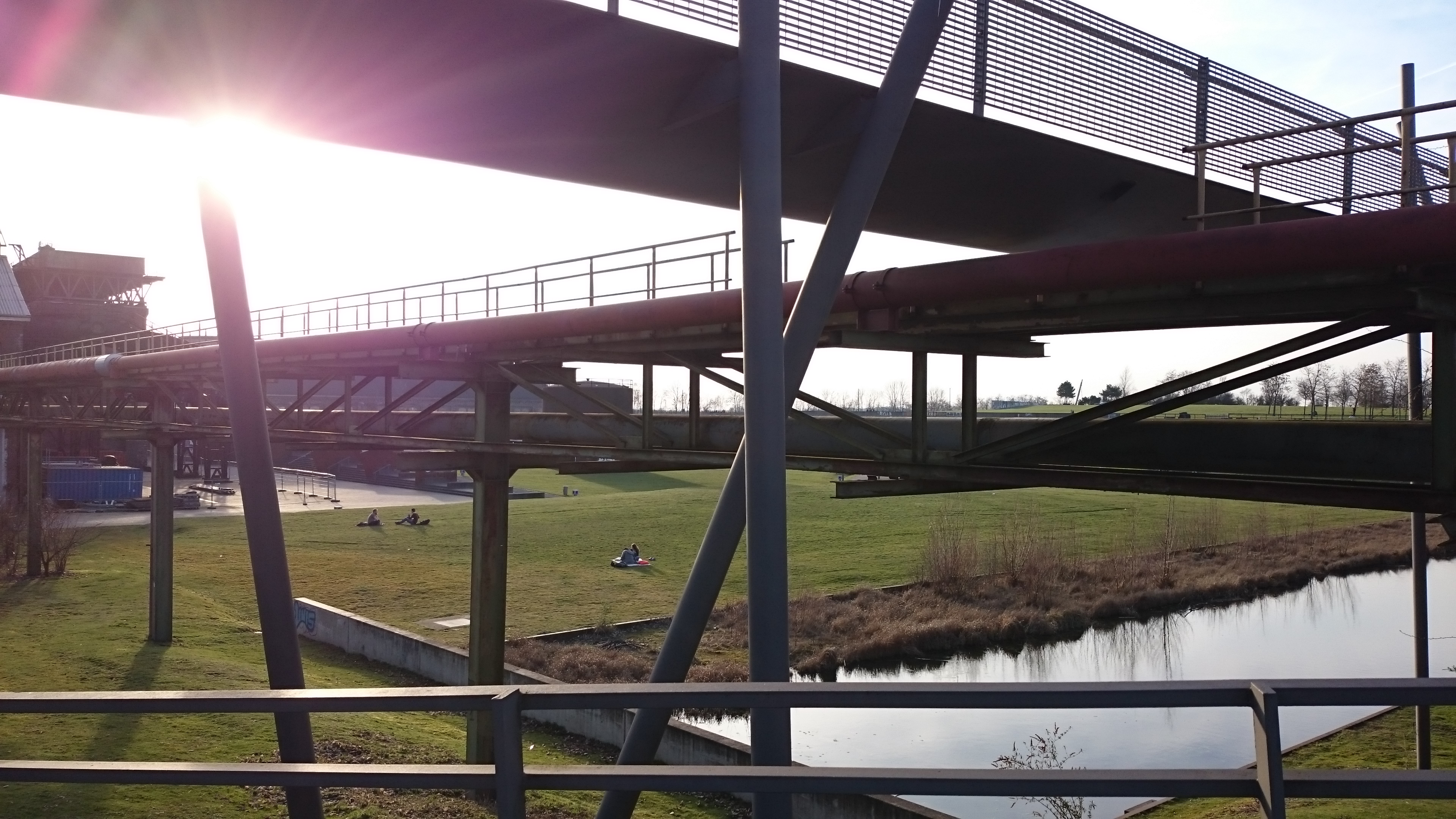
Der das Denkmalensemble Jahrhunderthalle umgebende Westpark

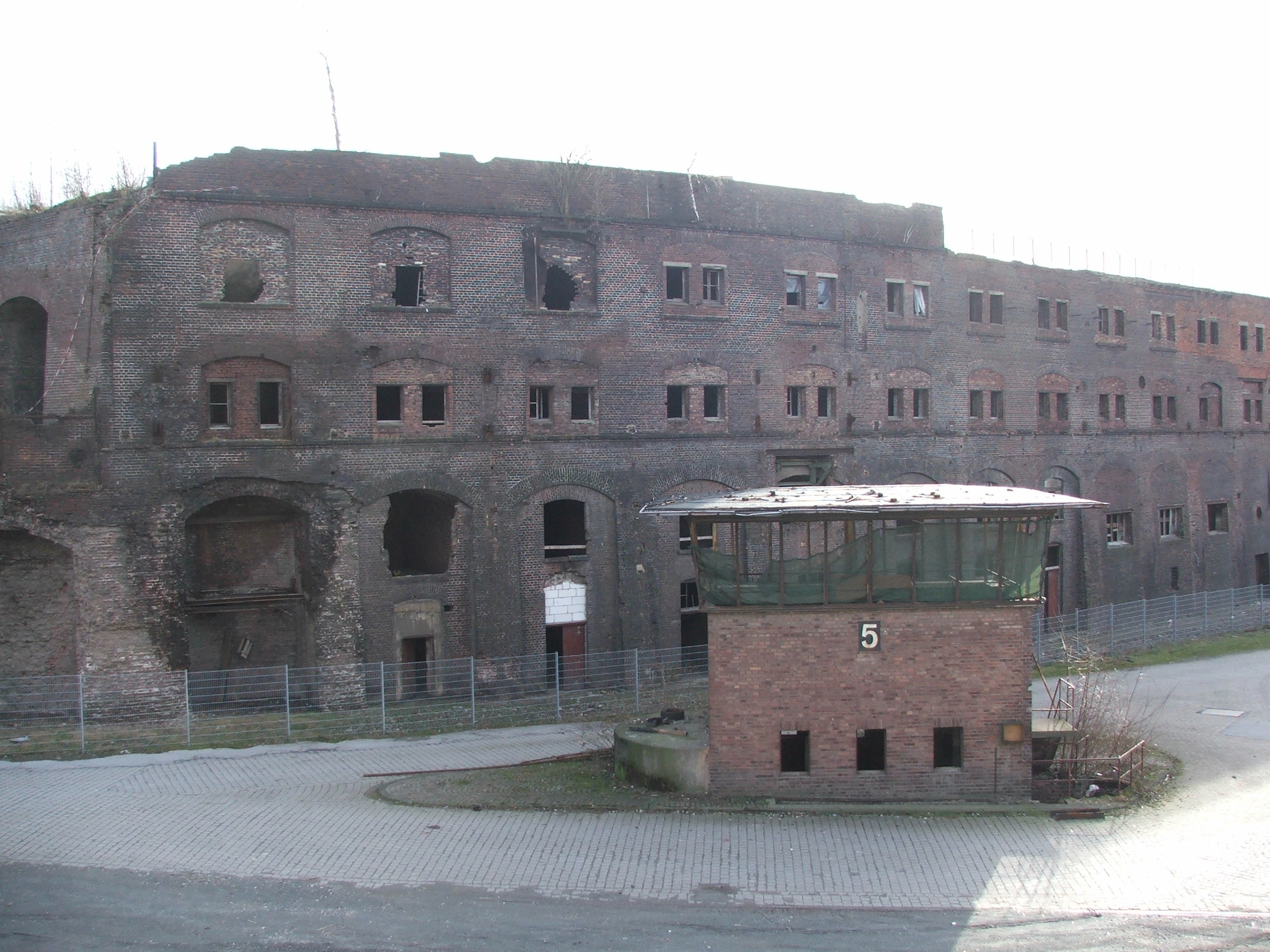
Die als Colosseum bezeichnete Stützmauer zur Alleestraße

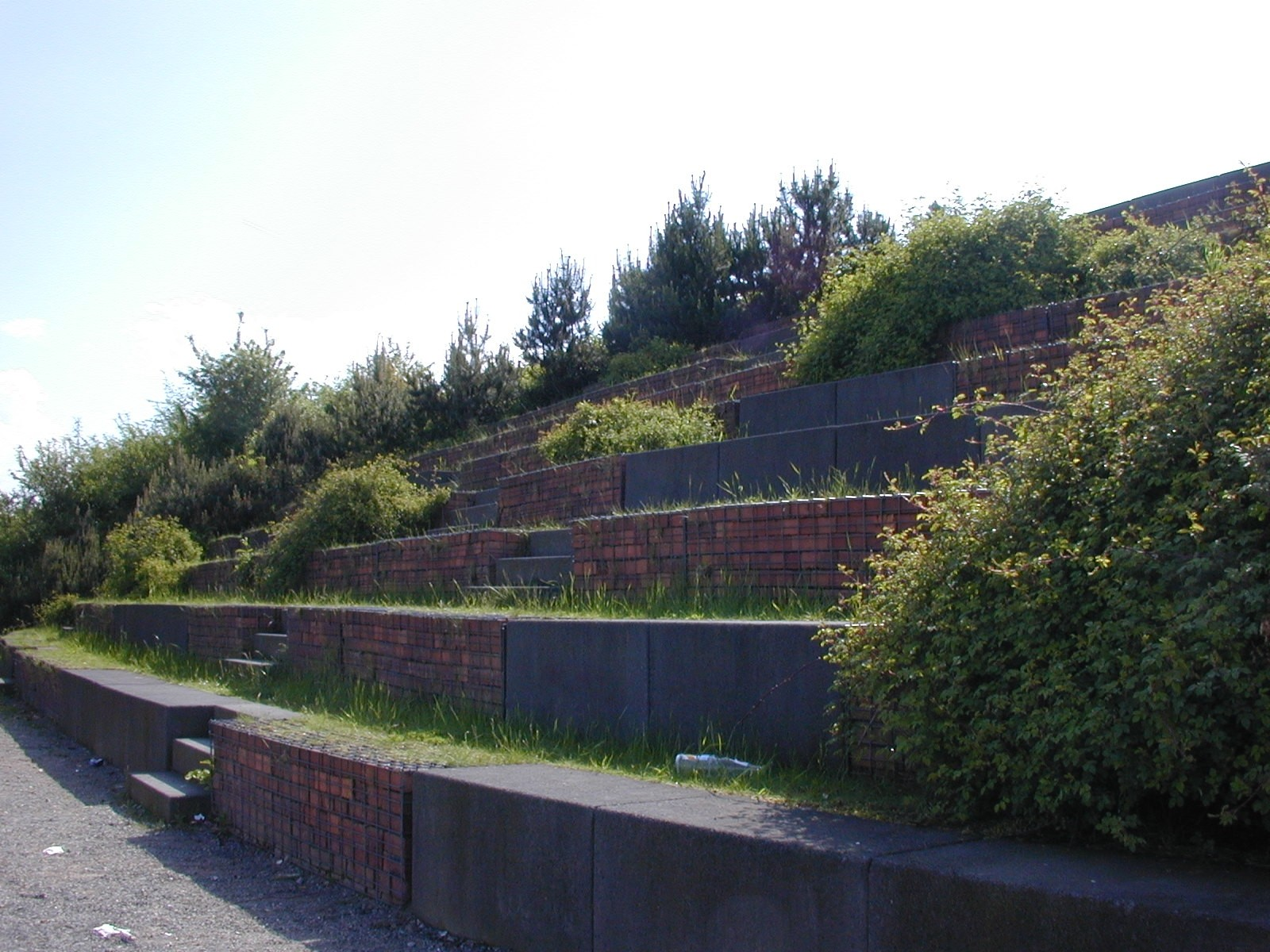
Treppe im Westpark

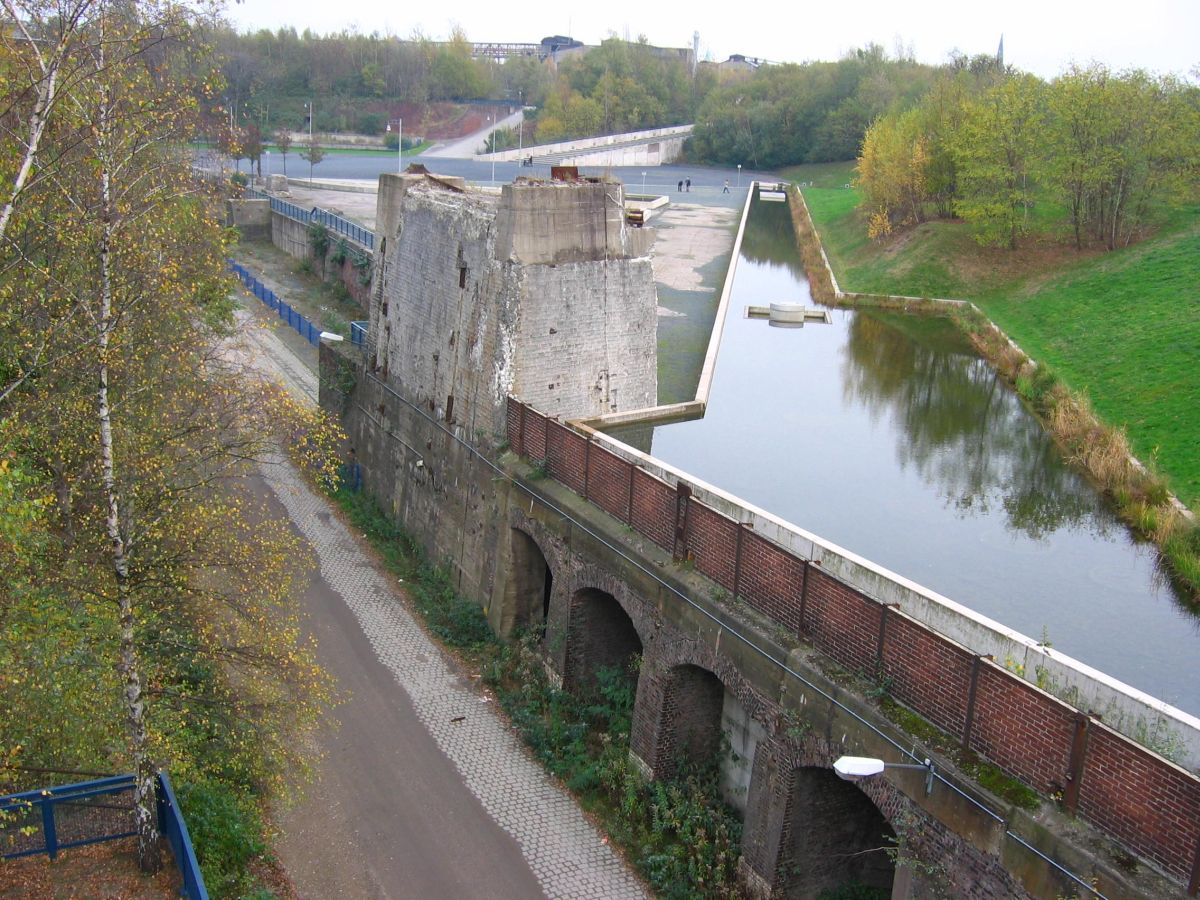
Wasseranlage vor der Jahrhunderthalle

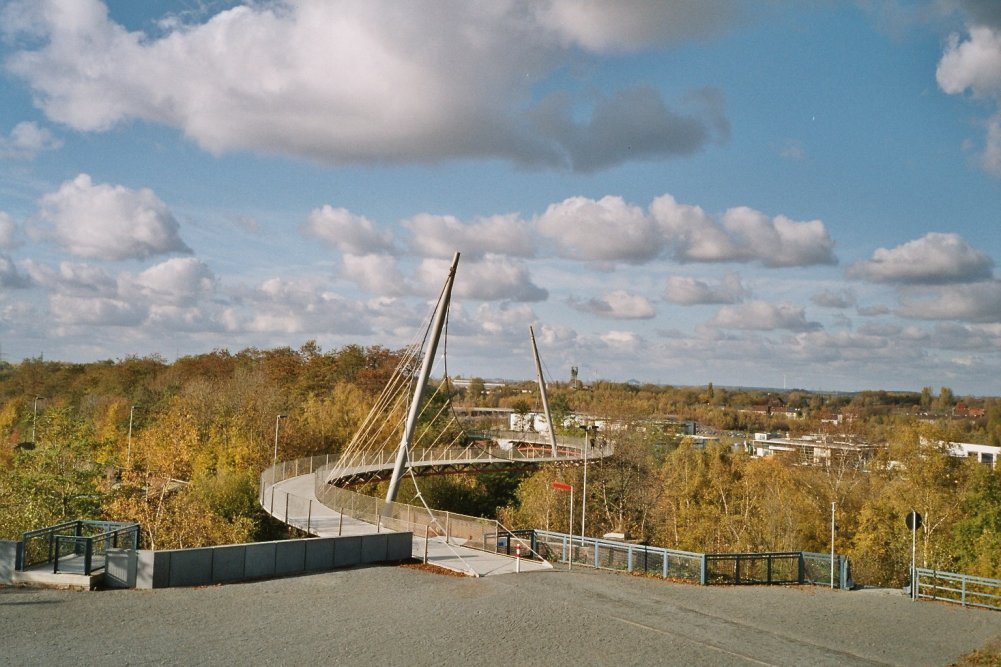
Die Erzbahnschwinge ist eine geschwungene Stahlseilbrücke, die an Stelle der Eisenbahnbrücke zum Anschluss des Stahlwerkes an die Erzbahntrasse 2003 errichtet wurde (im Hintergrund der Förderturm der ehemaligen Zeche Carolinenglück)

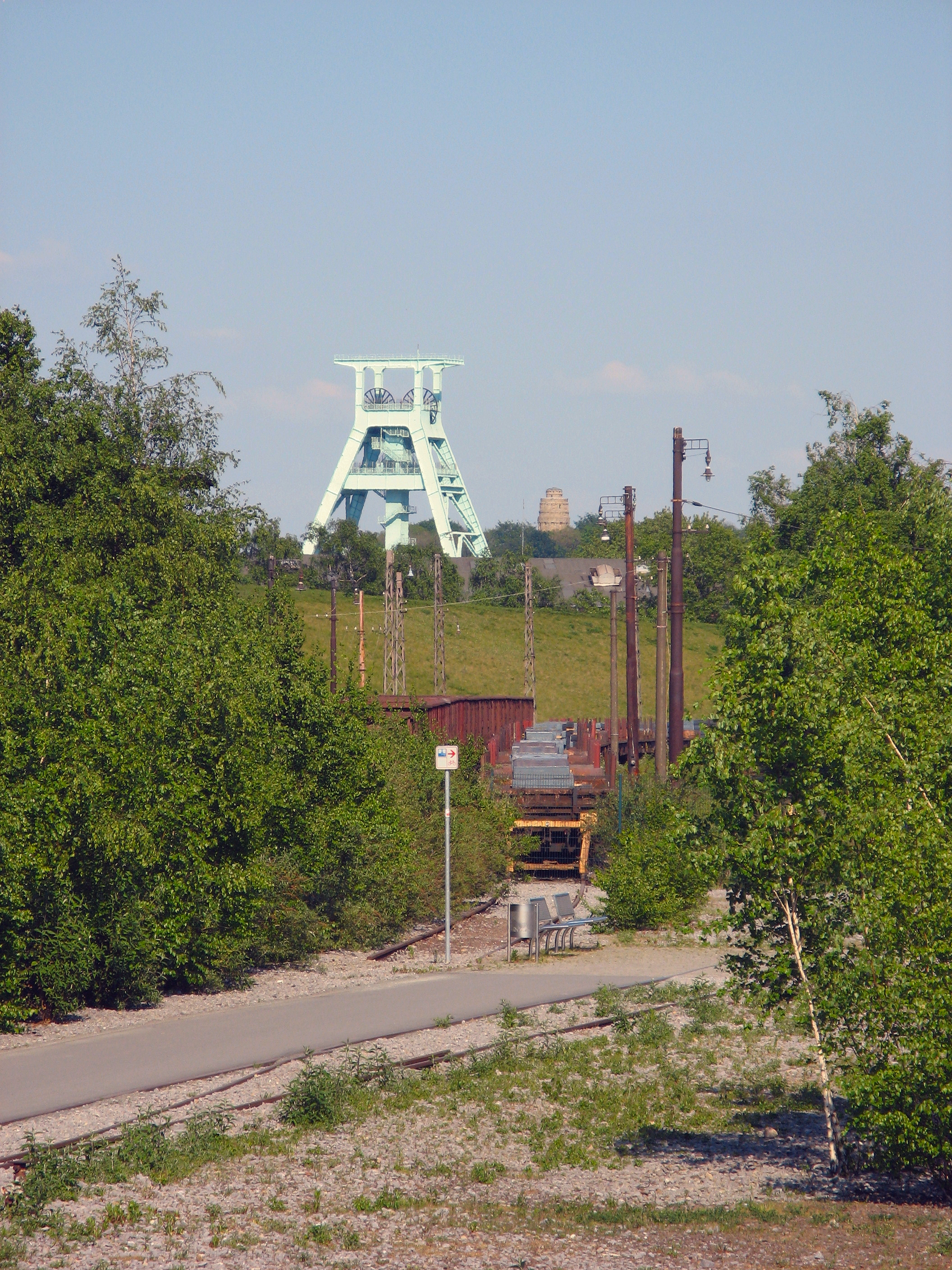
Blick auf den Förderturm des Deutschen Bergbaumuseums und den Bismarckturm

Das Grundgerüst der Parkgestaltung bilden die Hinterlassenschaften der industriellen Nutzung des Standortes, die auf die Ansiedlung der Mayerschen Gußstahlfabrik an der Alleestraße im Jahre 1843/45 zurückgeht. Hier wurden 160 Jahre lang Stahlprodukte von der Kirchenglocke über die Kanonenproduktion bis zum ICE-Radreifen hergestellt. 1968 wurden die Hochöfen stillgelegt und 1985 das Stahlwerk. Nur im östlichen Teil des Gesamtareals wird noch mit Stahl gearbeitet (siehe Bochumer Verein).
Die Vergangenheit des Geländes gliedert sich in Schichten. Gebäude- und Anlagenstrukturen bildeten jeweils die Basis einer neuen Schicht, die auf der vorhergehenden aufbaut. Die Schlacken, das Abfallprodukt der Hüttenindustrie und der für die Schwerindustrie erforderliche Massengütertransport trugen zur Gliederung der Fläche in ebene Niveaus in unterschiedlichen Höhenstufen bei. Die spannungsreiche Topographie des Geländes bildet den Hauptgestaltungsansatz des Westparks. Nach der Stilllegung der Produktion wurden fast alle Gebäude abgerissen, zurückblieb eine dicht mit Spontanvegetation überzogene Industriebrache.
Die industriearchitektonisch wertvollen Besonderheiten des Standortes sind die im Zentrum gelegene Jahrhunderthalle, der als Landmarke weithin sichtbare Wasserturm und das Colosseum, ein markantes Stützmauerbauwerk im südwestlichen Zugangsbereich des Parks.

## Geländestruktur und Flora des Parks
Der Park gliedert sich in drei Höhenstufen:
- Untere Stadtebene auf etwa 72 m ü. NN im Südwesten, Bereich um das Colosseum.
- Die Ebene der Jahrhunderthalle auf 80 m ü. NN, Talkessel im Zentrum des Westparks.
- Die Hochebene des Westparks auf 90 m ü. NN, künstlich geschaffenes Niveau, auf dem früher die Hochöfen und das Stahlwerk standen.

Der Park eignet sich die alten Strukturen an und interpretiert sie in eine neue, nutzbare, zukunftsfähige Ordnung um. Die technische, artifiziell wirkende Topographie wird durch Stützwände, gepflasterte Steilböschungen und Geländesprünge vorgegeben und weiterentwickelt.
Der Park, in wesentlichen Teilen auf der höchsten Ebene, bietet die einmalige Möglichkeit der Blickbeziehungen nach außen in die Stadtquartiere und nach innen auf den Bereich der Jahrhunderthalle. Der etwa einen Kilometer lange Rundweg führt um das 10 m tiefer gelegene Zentrum mit der zum Hauptstandort der Triennale umgebauten Jahrhunderthalle. Der Weg führt dabei über Brückenkonstruktionen, an steil abfallenden Böschungen oder Stützmauern entlang, durch die lichten Birkenwälder der „Industrienatur“.
Pionierpflanzen wie Birken, Weiden, Pappeln und der intensiv duftende Schmetterlingsflieder haben die Flächen besiedelt und sind seit der Stilllegung des Werkes in den 1980er Jahren zu einem Industriewald herangewachsen, der gepflegt und weiterentwickelt wird.
Im Norden befindet sich das sanft geneigte Hochplateau mit den offenen Spielflächen, dem Hochweg mit dem Blick in die Region und die Aussichtsbastion im Übergang zur Brücke der Erzbahn in den Grünzug Richtung Gelsenkirchen und Herne. Vom „inneren Kesselrand“, dem südlichen Weg des Hochplateaus, eröffnen sich Einblicke in die Parkflächen um die Jahrhunderthalle.
Im Westen führt der Weg über einen schmalen Damm des „Nordpols“ durch lichten Birkenwald an der „Wasserlandschaft altes Kühlwerk“ vorbei zur „Nordpolbrücke“. Die neue Brücke überwindet eine tiefe Schlucht von Zufahrtswegen und die Gleistrasse der „Bergbahn“. Von der nachts interaktiv beleuchteten Brücke bietet sich der beste Blick auf die umgebaute Jahrhunderthalle; sie ermöglicht zudem den Anschluss an das Plateau des ehemaligen Stahlwerks. Die Fläche der ehemaligen Stahlwerkshallen ist einer Wohnbebauung vorbehalten. 

Als bauvorbereitende Maßnahme wurde eine breite Schneise freigelegt: Ein archäologisches Feld mit den Bauwerksresten der 160-jährigen Stahlindustriehistorie, mit Tunnelgewölben, Fundamenten, Ofenfüchsen und Betonplatten offenbart sich dem Parkbesucher.
Auf dem unteren Geländeniveau, auf der Vorplatzebene der Jahrhunderthalle, befinden sich die Rückhaltebecken, die das Regenwasser der befestigten Flächen des Westparks speichern und verzögert in Richtung Marbach abgeben.
Der Rundweg führt an der nördlichen Hangkante entlang zum Kinderspielbereich „Stahlwerksdrachen“, einer Spiellandschaft in Form eines Drachen. Sein stählerner Kopf lugt hinter den hohen Heckenwänden hervor in den Zugangsbereich des Parks. Er markiert gleichzeitig einen zentralen Angelpunkt der Wegebeziehungen. Die aus der Innenstadt von der unterirdischen Straßenbahnhaltestelle Bochumer Verein/Jahrhunderthalle über eine breite Stufenrampe in den Park gelangenden Besucher werden hier auf die Achslinie in Richtung Wasserturm gelenkt. Diese große Diagonale ist die zukünftige Verlängerung der vom Hauptbahnhof kommenden Rottstraße, die auf den Wasserturm und das Foyer der Jahrhunderthalle zuführt.
Der Weg vom Spielbereich in Richtung Norden führt zur 180 m langen Stegbrücke, die in Baumwipfelhöhe geführt an das nördliche Plateau anschließt und das Rundwegesystem schließt. Wie von einer Zuschauertribüne sind Blicke in den zentralen Bereich mit der Jahrhunderthalle und der geplanten Konzertwiese möglich.
Sein „Nachtgesicht“ erhält der Park durch die von Uwe Belzner erarbeitete, auf den Standort abgestimmte Beleuchtung. Die Ausleuchtungsintensität wird insgesamt gering gehalten, die besonderen Strukturen des Ortes werden behutsam herausgearbeitet. Der seit über 160 Jahren zu allen Tag- und Nachtzeiten belebte Ort behält so auch als öffentlicher Park seine Nachtaktivität.
Die nächtliche Beleuchtung interessanter Objekte in dem Park ist Winter 2007 ergänzt worden. Neben dem tiefblau beleuchteten Wasserturm in unmittelbarer Nähe der Jahrhunderthalle wurden die beiden Betonkühltürme blau illuminiert und das Kühlwasserbecken erstrahlt in warmen gelb und orangen Farben. Weitere Akzente bildet die Innenbeleuchtung abgetrennter Rohrleitungen und die Ausleuchtung der Brücken und Rohrleitungstrassen.

## Nutzung
An der Alleestraße wurde 2006 das Jahrhunderthaus Bochum als neues Gewerkschaftshaus der IG Metall  eröffnet.

## Bilder

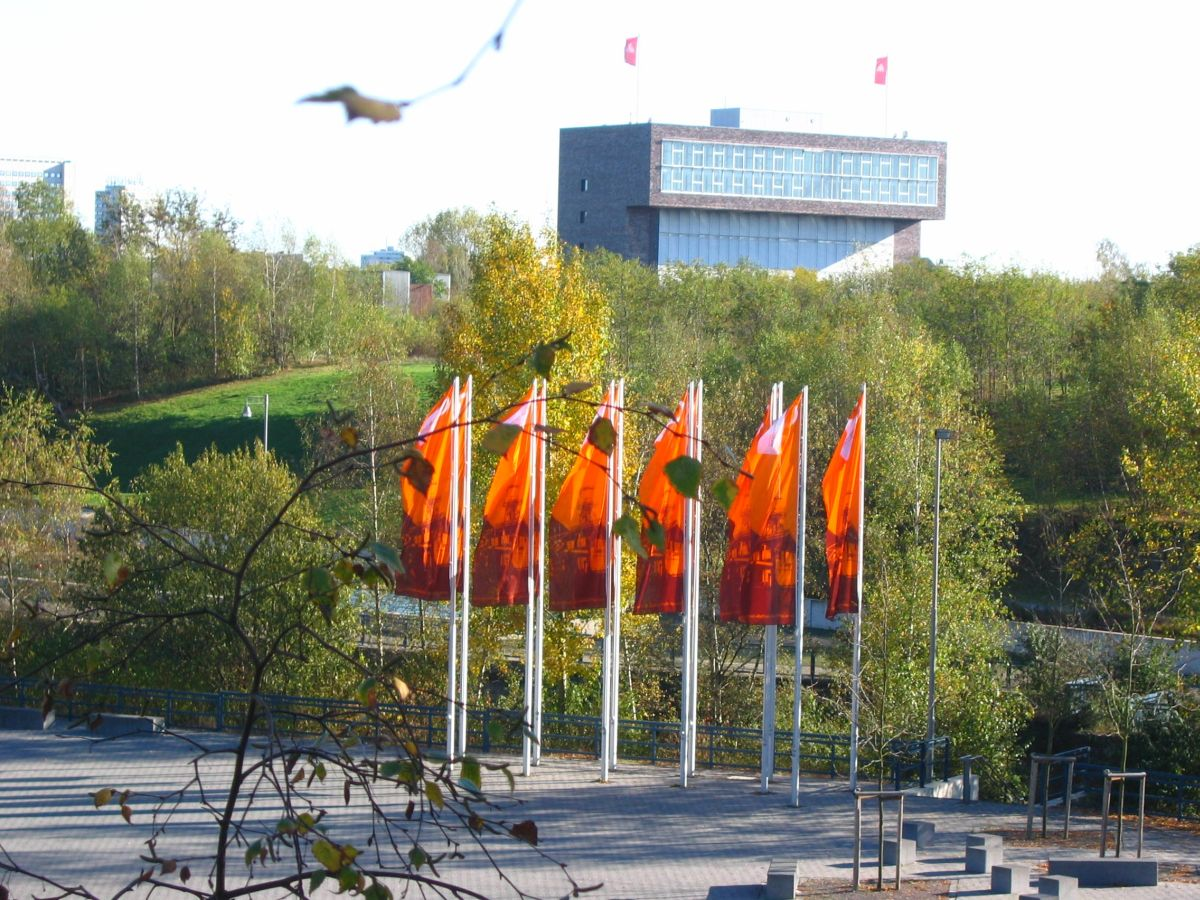
Das Gewerkschaftshaus der IG-Metall an dem südlichen Zugang zum Park
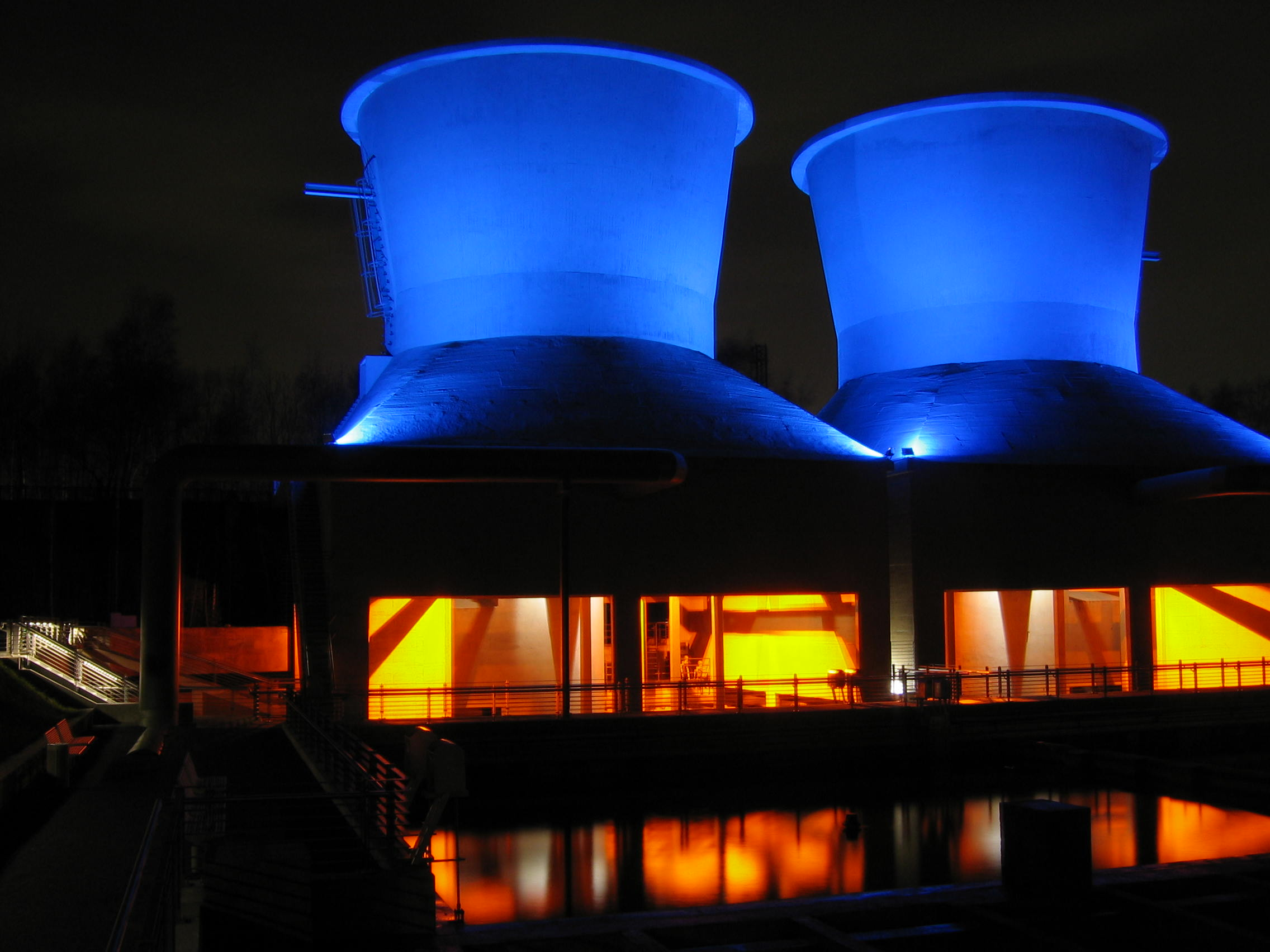
Illuminierte Kühltürme im Westpark
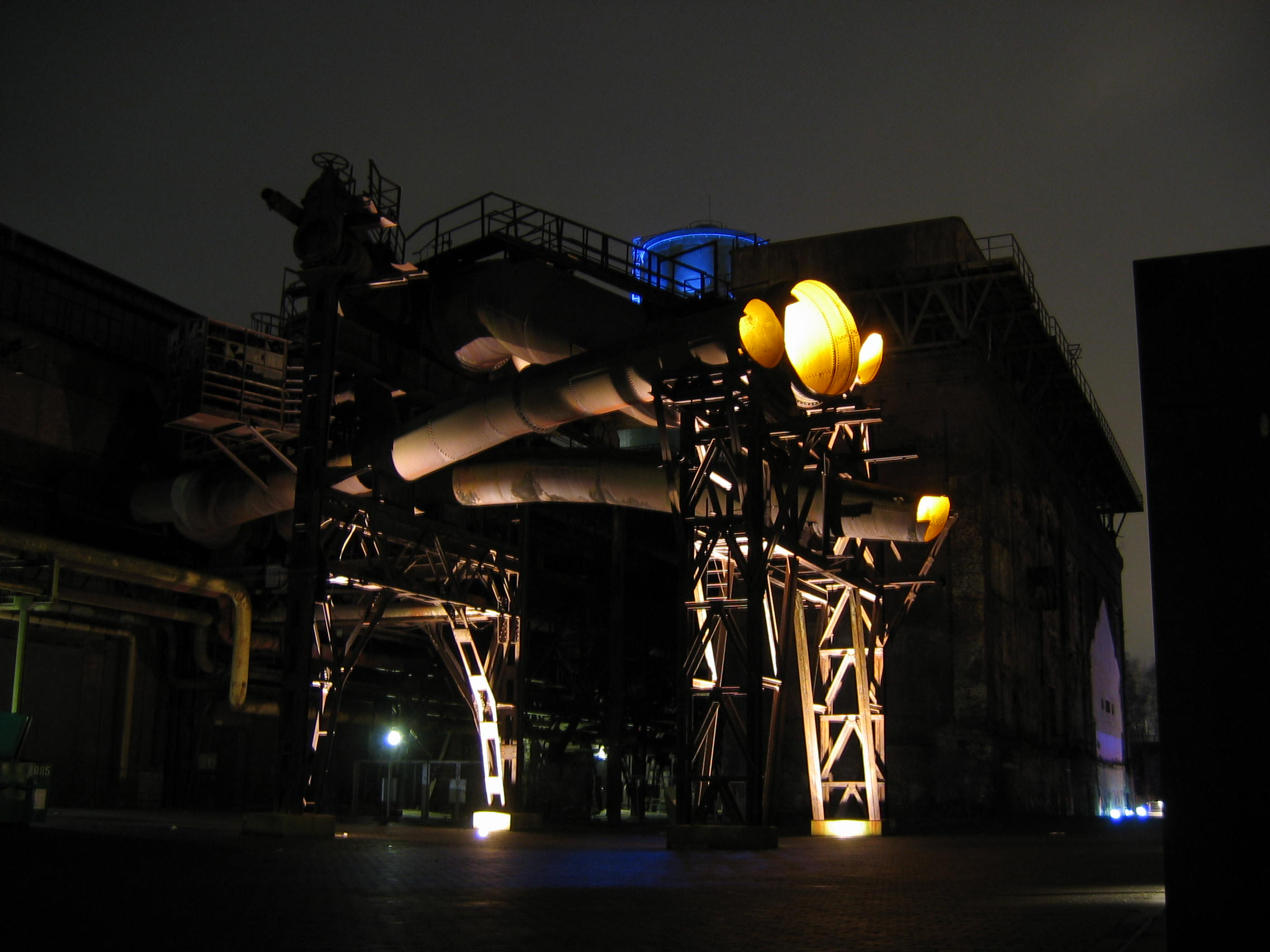
Illuminierte Rohrleitungen an der Jahrhunderthalle
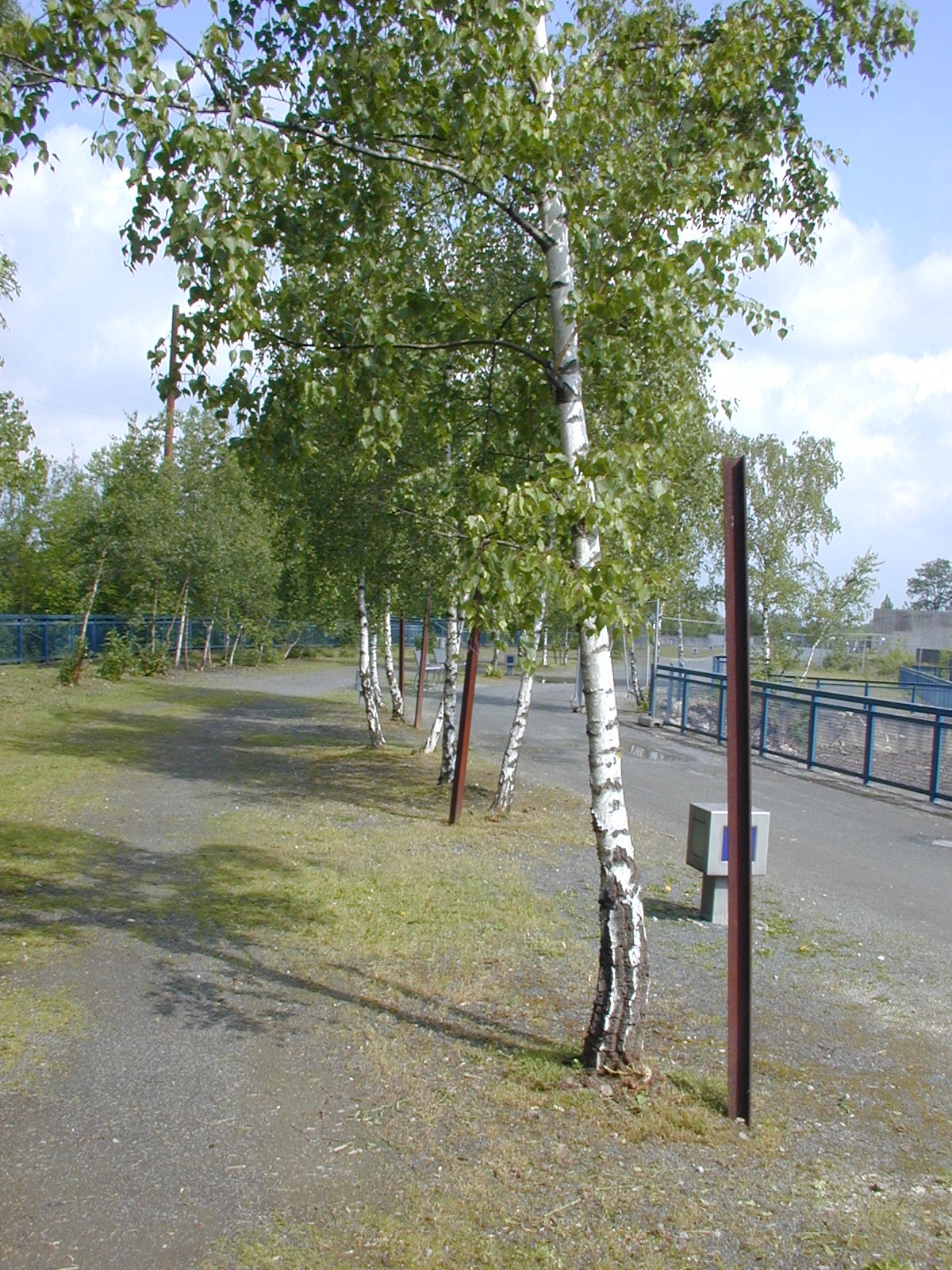
Schienenallee
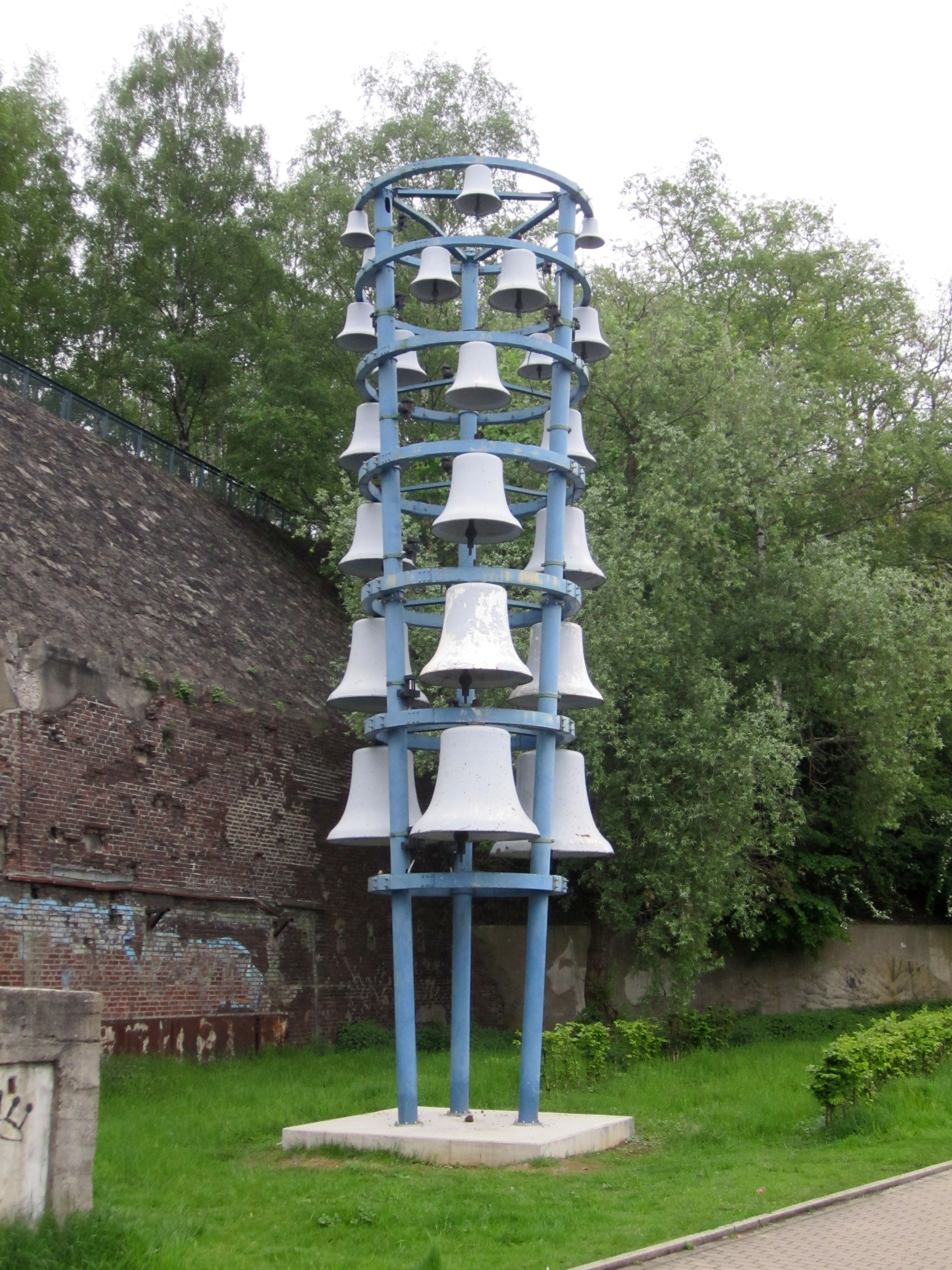
Gussstahlglockenspiel